# Delitzsch
 For alternative betydninger, se Delitzsch (flertydig). (Se også artikler, som begynder med Delitzsch)
Delitzsch er en by i den nordlige del af Sachsen i Tyskland. Den ligger nord for Leipzig. Den har 26.344 indbyggere (2010).